# Bohdan Pawłowicz Sapieha
Pour les articles homonymes, voir Bohdan Sapieha et Maison Sapieha.
Bohdan Pawłowicz Sapieha, né vers 1530, mort en 1593, membre de la famille Sapieha, castellan de Brest, staroste de Homiel.

## Biographie
Bohdan Pawłowicz Sapieha est le fils de Paweł Iwanowicz Sapieha et d'Elena Holszańska-Dubrowicka.

## Mariage et descendance
Bohdan Pawłowicz Sapieha épouse Maryna Kapusta. Ils ont pour enfants:
- Mikołaj (1558-1638)
- Andrzej (†1610)
- Paweł Stefan (1565-1635)
- Zofia (Agata)
- Raina
- Barbara (Wasylisa)

## Sources
- (lt) Cet article est partiellement ou en totalité issu de l’article de Wikipédia en lituanien intitulé « Bogdanas Sapiega (1530) » (voir la liste des auteurs).

- (pl) Cet article est partiellement ou en totalité issu de l’article de Wikipédia en polonais intitulé « Bohdan Pawłowicz Sapieha » (voir la liste des auteurs).